# Паудерлі (Кентуккі)
Паудерлі (англ. Powderly) — місто (англ. city) в США, в окрузі Муленберґ штату Кентуккі. Населення — 788 осіб (2020).

## Географія
Паудерлі розташоване за координатами 37°14′20″ пн. ш. 87°9′16″ зх. д. / 37.23889° пн. ш. 87.15444° зх. д. (37.238868, -87.154436).  За даними Бюро перепису населення США в 2010 році місто мало площу 4,23 км², з яких 4,13 км² — суходіл та 0,11 км² — водойми.

## Демографія
Згідно з переписом 2010 року, у місті мешкало 745 осіб у 321 домогосподарстві у складі 228 родин. Густота населення становила 176 осіб/км².  Було 358 помешкань (85/км²).
Расовий склад населення:
| - 97,3 % — білих - 0,5 % — азіатів - 0,4 % — корінних американців |

До двох чи більше рас належало 0,9 %. Частка іспаномовних становила 1,1 % від усіх жителів.
За віковим діапазоном населення розподілялося таким чином: 19,9 % — особи молодші 18 років, 62,2 % — особи у віці 18—64 років, 17,9 % — особи у віці 65 років та старші. Медіана віку мешканця становила 45,3 року. На 100 осіб жіночої статі у місті припадало 96,6 чоловіків;  на 100 жінок у віці від 18 років та старших — 90,7 чоловіків також старших 18 років.
Середній дохід на одне домашнє господарство  становив 40 805 доларів США (медіана — 35 139), а середній дохід на одну сім'ю — 48 820 доларів (медіана — 47 083). Медіана доходів становила 40 000 доларів для чоловіків та 32 500 доларів для жінок. За межею бідності перебувало 19,6 % осіб, у тому числі 19,8 % дітей у віці до 18 років та 5,4 % осіб у віці 65 років та старших.
Цивільне працевлаштоване населення становило 237 осіб. Основні галузі зайнятості: освіта, охорона здоров'я та соціальна допомога — 21,9 %, роздрібна торгівля — 16,0 %, виробництво — 11,8 %, публічна адміністрація — 9,7 %.